# 迪克西

深红色地区是最常代表现代含义中迪克西所指代的地区，普通红色地区则有时被包括有时不被包括（见美國南部的定义），而浅红色一般仅被认为在历史上是迪克西所指代的地区

迪克西指美国南部各州，及该地区的人民，也常指南北战争时期的美利堅聯盟國，常與在美国南部指美國北部人的洋基（Yankee）意義相對。
其起源有三种说法：
1. 从前在路易斯安纳州的法国殖民地发行的十元纸币上的“dix”（法语：十）字样；
2. 在纽约州的一种奴隶：迪克西先生（Mr. Dixy）；
3. 划定马里兰州、弗吉尼亚州、宾西法尼亚州等州之间界限“梅森—迪克森線”（Mason-Dixon line）的天文学家杰米拉·迪克森（英语：Jeremiah Dixon）。

其中第三种说法最为普遍。
在美国南北战争时期南方邦联的非正式国歌为迪克西（Dixie）。其作者是个美国北方人丹·艾美特，內容主要是對於南方鄉土的歌頌，1861年2月18日，在傑佛遜·戴維斯的总统就职仪式上被当作國歌演奏。